# Mala Martînka, Svaleava
Mala Martînka (în ucraineană Мала Мартинка) este un sat în comuna Tîbava din raionul Svaleava, regiunea Transcarpatia, Ucraina.

## Demografie
Componența lingvistică a localității Mala Martînka
     Ucraineană (99,67%)
     Alte limbi (0,33%)
Conform recensământului din 2001, majoritatea populației localității Mala Martînka era vorbitoare de ucraineană (99,67%), existând în minoritate și vorbitori de alte limbi.